# Funda Eryiğit
Funda Eryiğit (* 6. November 1984 in Zwolle) ist eine türkische Schauspielerin mit tscherkessischer und georgischer Abstammung.

## Leben und Karriere
Eryiğit studierte an der Universität Istanbul. Ihr Debüt gab sie 2008 in der Serie Canım Ailem. Danach bekam sie eine Nebenrolle in dem Film Limonada. 2012 spielte sie in der Serie Sessizlik. Dort gewann sie die Auszeichnung 18. Sadri Alışık Theatre als beste Schauspielerin in der Kategorie Musical/Comedy. Außerdem wurde Eryiğit bei den 17. Afife Theatre Awards als beste Hauptdarstellerin nominiert. Ihren Durchbruch hatte Eryiğit in der Fernsehserie Gecenin Kraliçesi. Im selben Jahr trat sie in der Fernsehserie Poyraz Karayel auf.

## Filmografie
Filme
- 2010: Ev
- 2015: Limonada
- 2015: Yok Artık![8]
- 2016: Tereddüt
- 2018: Aden

Serien
- 2008–2009: Canım Ailem
- 2011: İstanbul'un Altınları
- 2012: Uçurum
- 2013–2014: Eski Hikaye
- 2014–2015: Karadayı
- 2016: Gecenin Kraliçesi
- 2016: Poyraz Karayel
- 2018: Mehmed: Bir Cihan Fatihi
- 2018: Can Kırıkları
- 2020: The Protector
- 2020: Bir Başkadır – Acht Menschen in Istanbul (Ethos)
- 2021: Son Yaz
- 2024: Kül (Asche)

## Auszeichnungen
- 2013: Ausgezeichnet mit dem Preis 1. Yeni Tiyatro Dergisi Emek ve Başarı Ödülleri in der Kategorie „Vielversprechende Schauspielerin“
- 2013: Ausgezeichnet mit dem Preis 18. Sadri Alışık Tiyatro ve Sinema Oyuncu Ödülleri in der Kategorie „als Beste Schauspielerin des Jahres“
- 2013: Nominiert für den 17. Afife Tiyatro Ödülleri in der Kategorie als „Beste Schauspielerin des Jahres“
- 2019: Ausgezeichnet mit dem Preis Tiyatro Eleştirmenleri Birliği Ödülleri in der Kategorie „Lobenswerte Schauspielerin“ als „Beste Schauspielerin des Jahres“
- 2019: Ausgezeichnet mit dem Preis 19. Direklerarası Seyirci Ödülleri als „Beste Schauspielerin des Jahres“
- 2019: Ausgezeichnet mit dem Preis 23. Afife Tiyatro Ödülleri
- 2019: Ausgezeichnet mit dem Preis 24. Sadri Alışık Tiyatro ve Sinema Oyuncu Ödülleri als „Beste Schauspielerin des Jahres“
- 2019: Ausgezeichnet mit dem Preis 26. Adana Altın Koza Film Festivali als „Beste Schauspielerin“[9]